# 埼玉県第1区
埼玉県第1区（さいたまけんだい1く）は、日本の衆議院議員総選挙における選挙区。1994年（平成6年）の公職選挙法改正で設置。

## 区域

### 現在の区域
2022年（令和4年）公職選挙法改正以降の区域は以下のとおりである。見沼区は5区に編入した地域を復帰させ、岩槻区が分区により新設の16区に移行したほか、区の境界線に沿って調整した。
- さいたま市
  - 見沼区
  - 浦和区
  - 緑区

### 2017年から2022年までの区域
2017年（平成29年）公職選挙法改正から2022年の小選挙区改定までの区域は以下のとおりである。2017年に見沼区の一部の地域を5区へ編入した。
- さいたま市
  - 見沼区（JR宇都宮線で区切られた西側の地域〈見沼区第1および第2投票区〉以外の地域）
    - 大字大谷、大和田町1・2丁目、卸町1・2丁目、大字加田屋新田、加田屋1・2丁目、大字片柳、片柳1・2丁目、片柳東、大字上山口新田、大字小深作、大字笹丸、大字島、島町、島町1・2丁目、大字新右ェ門新田、大字染谷、染谷1〜3丁目、大字中川、大字新堤、大字西山新田、大字西山村新田、大字蓮沼、春岡1〜3丁目、春野1〜4丁目、大字東新井、東大宮1・5〜7丁目、大字東宮下、東宮下1〜3丁目、大字東門前、大字膝子、大字深作、深作1〜5丁目、大字風渡野、堀崎町、大字丸ヶ崎、丸ヶ崎町、大字御蔵、大字南中野、大字南中丸、大字宮ヶ谷塔、宮ヶ谷塔1〜4丁目、大字見山、大字山

  - 浦和区
  - 緑区
  - 岩槻区

### 2002年から2017年までの区域
2013年（平成25年）公職選挙法改正から2017年の小選挙区改定までの区域は以下のとおりである。
- さいたま市
  - 見沼区
  - 浦和区
  - 緑区
  - 岩槻区

2003年（平成15年）公職選挙法改正から2013年の小選挙区改定までの区域は以下のとおりである。
- 岩槻市
- さいたま市
  - 見沼区
  - 浦和区
  - 緑区

2002年（平成14年）公職選挙法改正から2003年の小選挙区改定までの区域は以下のとおりである。旧浦和市から後のさいたま市桜区と南区になる地域と蕨市が新設の15区に分区となり、5区より旧大宮市から後のさいたま市見沼区になる地域と、13区から当時の岩槻市（岩槻市のさいたま市との合併は2005年）を編入する形の改正が行われた。
- 岩槻市
- さいたま市
  - 本庁管内の一部
    - 浦和仲町1〜4丁目、大字島、大字砂、大字三崎、大原1〜7丁目、上木崎1〜8丁目、木崎1〜5丁目、岸町1〜7丁目、北浦和1〜5丁目、皇山町、駒場1・2丁目、瀬ケ崎1〜5丁目、太田窪1・3丁目、大東1〜3丁目、高砂1〜4丁目、常盤1〜10丁目、原山1〜4丁目、針ケ谷1〜4丁目、東岸町、東高砂町、東仲町、前地1〜3丁目、元町1〜3丁目、本太1〜5丁目、領家1〜7丁目

  - 三室・美園・片柳・七里・春岡の各支所管内
  - 尾間木支所管内の大部分（大字大谷口を除く）
  - 東大宮出張所管内の一部
    - 砂町2丁目、東大宮1〜7丁目

  - 大和田出張所管内

### 2002年以前の区域
1994年（平成6年）公職選挙法改正から2002年の小選挙区改定までの区域は以下のとおりである。
- 浦和市
- 蕨市

## 歴史
文部大臣・通商産業大臣・大蔵大臣を歴任した自民党の松永光の強固な地盤であったが、2000年の第42回で、民主党の武正公一が松永を破って初当選した。その後、2002年に選挙区の増設により松永が新設の15区に転じたため、自民党の候補者がいない自民空白区となった。そのため、民主党から保守新党に移籍した金子善次郎が枝野幸男の選挙区の5区より転じて、連立与党統一候補として武正に戦いを挑み、第43回・第44回（自民党に所属）と戦うものの、敗北した。2005年の第44回衆議院議員総選挙では金子は比例復活したが、2009年の第45回では再び落選し政界を一旦引退した（金子は、2013年の第23回参議院議員通常選挙で、自民党公認で比例代表に立候補し落選）。これを受けて自民党埼玉県連は、候補者公募で選ばれた村井英樹を擁立。2012年の第46回で武正を破って初当選し、自民党が議席を奪還した（2002年の区割りの変更後で初の議席獲得。武正は比例復活）。2014年の第47回でも村井が議席を守り、武正は再び比例復活したが、2017年の第48回では三たび村井が勝利し、希望の党に移った武正は初めて比例復活もならず落選した。2021年の第49回も総理補佐官に抜擢された村井が4連勝となり、立憲民主党に移った武正は再び比例復活もならず落選した。2024年の第50回では、衆議院議員選出の政務担当内閣官房副長官を務めた村井が僅差で小選挙区で5連勝したものの、武正は全国的な自民党への逆風を背景として村井に惜敗率96.2%まで迫り、7年ぶりに比例復活した。

## 小選挙区選出議員
| 選挙名                 | 年     | 当選者   | 党派       |
| ---------------------- | ------ | -------- | ---------- |
| 第41回衆議院議員総選挙 | 1996年 | 松永光   | 自由民主党 |
| 第42回衆議院議員総選挙 | 2000年 | 武正公一 | 民主党     |
| 第43回衆議院議員総選挙 | 2003年 | 武正公一 | 民主党     |
| 第44回衆議院議員総選挙 | 2005年 | 武正公一 | 民主党     |
| 第45回衆議院議員総選挙 | 2009年 | 武正公一 | 民主党     |
| 第46回衆議院議員総選挙 | 2012年 | 村井英樹 | 自由民主党 |
| 第47回衆議院議員総選挙 | 2014年 | 村井英樹 | 自由民主党 |
| 第48回衆議院議員総選挙 | 2017年 | 村井英樹 | 自由民主党 |
| 第49回衆議院議員総選挙 | 2021年 | 村井英樹 | 自由民主党 |
| 第50回衆議院議員総選挙 | 2024年 | 村井英樹 | 自由民主党 |

## 選挙結果
時の内閣：第1次石破内閣 解散日：2024年10月9日 公示日：2024年10月15日
当日有権者数：38万5255人 最終投票率：54.75%（前回比： 0.73%） （全国投票率：53.85%（2.08%））
| 当落 | 候補者名   | 年齢 | 所属党派         | 新旧 | 得票数   | 得票率 | 惜敗率 | 推薦・支持 | 重複 |
| ---- | ---------- | ---- | ---------------- | ---- | -------- | ------ | ------ | ---------- | ---- |
| 当   | 村井英樹   | 44   | 自由民主党       | 前   | 85,347票 | 41.46% | ――     | 公明党推薦 | ○    |
| 比当 | 武正公一   | 63   | 立憲民主党       | 元   | 82,134票 | 39.90% | 96.24% |            | ○    |
|      | 浅野目義英 | 66   | 日本維新の会     | 新   | 19,039票 | 9.25%  | 22.31% |            | ○    |
|      | 矢野由紀子 | 60   | 日本共産党       | 新   | 15,106票 | 7.34%  | 17.70% |            |      |
|      | 三上恭平   | 42   | みんなでつくる党 | 新   | 4,234票  | 2.06%  | 4.96%  |            |      |

時の内閣：第1次岸田内閣 解散日：2021年10月14日 公示日：2021年10月19日
当日有権者数：46万5306人 最終投票率：55.48%（前回比：3.63%） （全国投票率：55.93%（2.25%））
| 当落 | 候補者名 | 年齢 | 所属党派     | 新旧 | 得票数    | 得票率 | 惜敗率 | 推薦・支持 | 重複 |
| ---- | -------- | ---- | ------------ | ---- | --------- | ------ | ------ | ---------- | ---- |
| 当   | 村井英樹 | 41   | 自由民主党   | 前   | 120,856票 | 47.58% | ――     | 公明党推薦 | ○    |
|      | 武正公一 | 60   | 立憲民主党   | 元   | 96,690票  | 38.07% | 80.00% |            | ○    |
|      | 吉村豪介 | 40   | 日本維新の会 | 新   | 23,670票  | 9.32%  | 19.59% |            | ○    |
|      | 佐藤真実 | 37   | 無所属       | 新   | 11,540票  | 4.54%  | 9.55%  |            | ×    |
|      | 中島徳二 | 62   | 無所属       | 新   | 1,234票   | 0.49%  | 1.02%  |            | ×    |

- 吉村・佐藤はその後、2023年のさいたま市議会議員選挙（南区選挙区）に立候補し共に当選。

時の内閣：第3次安倍第3次改造内閣 解散日：2017年9月28日 公示日：2017年10月10日
当日有権者数：44万9270人 最終投票率：51.85%（前回比：1.38%） （全国投票率：53.68%（1.02%））
| 当落 | 候補者名   | 年齢 | 所属党派     | 新旧 | 得票数    | 得票率 | 惜敗率 | 推薦・支持 | 重複 |
| ---- | ---------- | ---- | ------------ | ---- | --------- | ------ | ------ | ---------- | ---- |
| 当   | 村井英樹   | 37   | 自由民主党   | 前   | 106,699票 | 46.88% | ――     | 公明党推薦 | ○    |
|      | 武正公一   | 56   | 希望の党     | 前   | 75,716票  | 33.27% | 70.96% |            | ○    |
|      | 鳥羽恵     | 58   | 日本共産党   | 新   | 33,593票  | 14.76% | 31.48% |            |      |
|      | 小檜山清人 | 60   | 日本維新の会 | 新   | 11,577票  | 5.09%  | 10.85% |            | ○    |

- 鳥羽は2019年のさいたま市議会議員選挙（見沼区選挙区）に立候補し当選。

時の内閣：第2次安倍改造内閣 解散日：2014年11月21日 公示日：2014年12月2日
当日有権者数：43万5352人 最終投票率：53.23%（前回比：4.90%） （全国投票率：52.66%（6.66%））
| 当落 | 候補者名 | 年齢 | 所属党派   | 新旧 | 得票数    | 得票率 | 惜敗率 | 推薦・支持 | 重複 |
| ---- | -------- | ---- | ---------- | ---- | --------- | ------ | ------ | ---------- | ---- |
| 当   | 村井英樹 | 34   | 自由民主党 | 前   | 105,760票 | 46.93% | ――     | 公明党推薦 | ○    |
| 比当 | 武正公一 | 53   | 民主党     | 前   | 82,857票  | 36.77% | 78.34% |            | ○    |
|      | 松村敏夫 | 40   | 日本共産党 | 新   | 28,259票  | 12.54% | 26.72% |            |      |
|      | 松本翔   | 29   | 社会民主党 | 新   | 8,492票   | 3.77%  | 8.03%  |            | ○    |

- 松本は2019年のさいたま市議会議員選挙（岩槻区選挙区）に立候補し当選。
- 松村は2015年のさいたま市議会議員選挙（緑区選挙区）に立候補し当選。

時の内閣：野田第3次改造内閣 解散日：2012年11月16日 公示日：2012年12月4日
当日有権者数：42万8119人 最終投票率：58.13%（前回比：7.18%） （全国投票率：59.32%（9.96%））
| 当落 | 候補者名 | 年齢 | 所属党派   | 新旧 | 得票数   | 得票率 | 惜敗率 | 推薦・支持   | 重複 |
| ---- | -------- | ---- | ---------- | ---- | -------- | ------ | ------ | ------------ | ---- |
| 当   | 村井英樹 | 32   | 自由民主党 | 新   | 96,242票 | 39.74% | ――     | 公明党       | ○    |
| 比当 | 武正公一 | 51   | 民主党     | 前   | 76,583票 | 31.62% | 79.57% | 国民新党     | ○    |
|      | 日色隆善 | 47   | みんなの党 | 新   | 42,451票 | 17.53% | 44.11% | 日本維新の会 | ○    |
|      | 青柳伸二 | 65   | 日本共産党 | 新   | 18,503票 | 7.64%  | 19.23% |              |      |
|      | 川上康正 | 48   | 社会民主党 | 新   | 8,396票  | 3.47%  | 8.72%  |              | ○    |

時の内閣：麻生内閣 解散日：2009年7月21日 公示日：2009年8月18日
当日有権者数：41万9401人 最終投票率：65.31%（前回比：0.02%） （全国投票率：69.28%（1.77%））
| 当落 | 候補者名   | 年齢 | 所属党派   | 新旧 | 得票数    | 得票率 | 惜敗率 | 推薦・支持 | 重複 |
| ---- | ---------- | ---- | ---------- | ---- | --------- | ------ | ------ | ---------- | ---- |
| 当   | 武正公一   | 48   | 民主党     | 前   | 163,973票 | 60.91% | ――     |            | ○    |
|      | 金子善次郎 | 65   | 自由民主党 | 前   | 77,988票  | 28.97% | 47.56% | 公明党     | ○    |
|      | 伊藤岳     | 49   | 日本共産党 | 新   | 23,623票  | 8.78%  | 14.41% |            | ○    |
|      | 内海浩唯   | 48   | 幸福実現党 | 新   | 3,615票   | 1.34%  | 2.20%  |            |      |

- 伊藤はその後、2019年の第25回参議院議員通常選挙（埼玉県選挙区）に立候補し当選。

時の内閣：第2次小泉改造内閣 解散日：2005年8月8日 公示日：2005年8月30日
当日有権者数：40万5970人 最終投票率：65.29%（前回比：11.73%） （全国投票率：67.51%（7.65%））
| 当落 | 候補者名   | 年齢 | 所属党派   | 新旧 | 得票数    | 得票率 | 惜敗率 | 推薦・支持 | 重複 |
| ---- | ---------- | ---- | ---------- | ---- | --------- | ------ | ------ | ---------- | ---- |
| 当   | 武正公一   | 44   | 民主党     | 前   | 115,262票 | 44.20% | ――     |            | ○    |
| 比当 | 金子善次郎 | 61   | 自由民主党 | 元   | 112,340票 | 43.08% | 97.46% |            | ○    |
|      | 伊藤岳     | 45   | 日本共産党 | 新   | 19,319票  | 7.41%  | 16.76% |            |      |
|      | 池田万佐代 | 46   | 社会民主党 | 新   | 13,869票  | 5.32%  | 12.03% |            |      |

時の内閣：第1次小泉第2次改造内閣 解散日：2003年10月10日 公示日：2003年10月28日 最終投票率：53.56%（前回比：4.61%） （全国投票率：59.86%（2.63%））
| 当落 | 候補者名   | 年齢 | 所属党派           | 新旧 | 得票数    | 得票率 | 惜敗率 | 推薦・支持 | 重複 |
| ---- | ---------- | ---- | ------------------ | ---- | --------- | ------ | ------ | ---------- | ---- |
| 当   | 武正公一   | 42   | 民主党             | 前   | 117,587票 | 56.27% | ――     |            | ○    |
|      | 金子善次郎 | 60   | 保守新党           | 前   | 59,910票  | 28.67% | 50.95% |            |      |
|      | 伊藤岳     | 43   | 日本共産党         | 新   | 16,257票  | 7.78%  | 13.83% |            |      |
|      | 天辰武夫   | 58   | 社会民主党         | 新   | 8,960票   | 4.29%  | 7.62%  |            | ○    |
|      | 山口節生   | 54   | ニューディールの会 | 新   | 6,237票   | 2.98%  | 5.30%  |            |      |

時の内閣：第1次森内閣 解散日：2000年6月2日 公示日：2000年6月13日 最終投票率：58.17%（前回比：3.77%） （全国投票率：62.49%（2.84%））
| 当落 | 候補者名 | 年齢 | 所属党派   | 新旧 | 得票数    | 得票率 | 惜敗率 | 推薦・支持 | 重複 |
| ---- | -------- | ---- | ---------- | ---- | --------- | ------ | ------ | ---------- | ---- |
| 当   | 武正公一 | 39   | 民主党     | 新   | 105,783票 | 42.65% | ――     |            | ○    |
|      | 松永光   | 71   | 自由民主党 | 前   | 87,358票  | 35.22% | 82.58% |            |      |
|      | 吉野良司 | 67   | 日本共産党 | 新   | 34,973票  | 14.10% | 33.06% |            |      |
|      | 天辰武夫 | 55   | 社会民主党 | 新   | 19,887票  | 8.02%  | 18.80% |            | ○    |

時の内閣：第1次橋本内閣 解散日：1996年9月27日 公示日：1996年10月8日 最終投票率：54.40% （全国投票率：59.65%（8.11%））
| 当落 | 候補者名   | 年齢 | 所属党派   | 新旧 | 得票数   | 得票率 | 惜敗率 | 推薦・支持 | 重複 |
| ---- | ---------- | ---- | ---------- | ---- | -------- | ------ | ------ | ---------- | ---- |
| 当   | 松永光     | 67   | 自由民主党 | 前   | 85,109票 | 38.96% | ――     |            |      |
|      | 浜田卓二郎 | 55   | 新進党     | 元   | 79,930票 | 36.59% | 93.91% |            |      |
|      | 富樫練三   | 53   | 日本共産党 | 新   | 46,243票 | 21.17% | 54.33% |            |      |
|      | 中郡聡     | 39   | 自由連合   | 新   | 7,177票  | 3.29%  | 8.43%  |            |      |

- 浜田・富樫はその後、1998年の第18回参議院議員通常選挙（埼玉県選挙区）に立候補し共に当選。